# Liste de films français sortis en 1974
Listes de films français
- 1970
- 1971
- 1972
- 1973
- 1974
- 1975
- 1976
- 1977
- 1978

Liste non exhaustive de films français sortis en 1974

## 1974
| Titre                                    | Réalisateur                            | Distribution                                                            | Genre              |
| ---------------------------------------- | -------------------------------------- | ----------------------------------------------------------------------- | ------------------ |
| Lacombe Lucien                           | Louis Malle                            | Pierre Blaise, Aurore Clément                                           | Film dramatique    |
| Les Violons du bal                       | Michel Drach                           | Marie-Josée Nat, Jean-Louis Trintignant                                 |                    |
| La Gifle                                 | Claude Pinoteau                        | Lino Ventura, Isabelle Adjani                                           | Comédie            |
| Emmanuelle                               | Just Jaeckin                           | Sylvia Kristel                                                          | Erotique           |
| Les Valseuses                            | Bertrand Blier                         | Gérard Depardieu, Patrick Dewaere, Miou-Miou                            | Comédie dramatique |
| Céline et Julie vont en bateau           | Jacques Rivette                        | Juliet Berto, Dominique Labourier, Bulle Ogier                          |                    |
| Stavisky                                 | Alain Resnais                          | Jean-Paul Belmondo                                                      |                    |
| Les Doigts dans la tête                  | Jacques Doillon                        | Olivier Bousquet                                                        |                    |
| La Gueule ouverte                        | Maurice Pialat                         | Philippe Léotard, Nathalie Baye                                         |                    |
| Le Hasard et la Violence                 | Philippe Labro                         | Yves Montand, Katharine Ross                                            |                    |
| L'Horloger de Saint-Paul                 | Bertrand Tavernier                     | Philippe Noiret, Jean Rochefort                                         | Drame              |
| Ici et ailleurs                          | Anne-Marie Miéville et Jean-Luc Godard | -                                                                       |                    |
| Lancelot du Lac                          | Robert Bresson                         | Luc Simon                                                               |                    |
| La Merveilleuse Visite                   | Marcel Carné                           | Gilles Kohler Roland Lesaffre                                           |                    |
| La moutarde me monte au nez              | Claude Zidi                            | Pierre Richard, Jane Birkin                                             |                    |
| Le Mouton enragé                         | Michel Deville                         | Jean-Louis Trintignant, Romy Schneider, Jean-Pierre Cassel, Jane Birkin |                    |
| Nada                                     | Claude Chabrol                         | Fabio Testi, Maurice Garrel                                             |                    |
| L'Ombre d'une chance                     | Jean-Pierre Mocky                      | Jean-Pierre Mocky, Robert Benoît                                        |                    |
| Les Seins de glace                       | Georges Lautner                        | Claude Brasseur Mireille Darc Alain Delon                               |                    |
| Un linceul n'a pas de poches             | Jean-Pierre Mocky                      | Jean-Pierre Mocky Myriam Mézières Jean-Pierre Marielle Jean Carmet      |                    |
| Vincent, François, Paul... et les autres | Claude Sautet                          | Yves Montand Michel Piccoli Serge Reggiani Gérard Depardieu             |                    |
| Bons baisers... à lundi                  | Michel Audiard                         | Bernard Blier Jean Carmet                                               | Comédie            |
| Mes petites amoureuses                   | Jean Eustache                          | Martin Loeb                                                             |                    |
| Glissements progressifs du plaisir       | Alain Robbe-Grillet                    | Jean-Louis Trintignant, Anicée Alvina                                   | Drame              |
| Verdict                                  | André Cayatte                          | Jean Gabin Sophia Loren                                                 | Drame              |
| Les Hautes Solitudes                     | Philippe Garrel                        | Jean Seberg                                                             | Portrait           |